# Conseil méthodiste mondial
 (avril 2024).
Le Conseil méthodiste mondial est une organisation internationale fondée en 1881 rassemblant des Églises méthodistes. Le mouvement est présent dans 138 pays et compte 80 millions de membres.

## Églises membres
- Belgique : Église protestante unie de Belgique
- Brésil : Église méthodiste
- Caraïbes : Église méthodiste dans les Caraïbes et les Amériques
- Colombie : Église méthodiste colombienne
- États-Unis

1. Église méthodiste unie
2. Église épiscopale méthodiste africaine

- Porto Rico

1. Église méthodiste de Porto Rico

- République dominicaine

1. Église évangélique dominicaine